# Loxocera perstriata
Loxocera perstriata är en tvåvingeart som beskrevs av Verbeke 1952. Loxocera perstriata ingår i släktet Loxocera och familjen rotflugor.
Artens utbredningsområde är Kongo. Inga underarter finns listade i Catalogue of Life.